# Mansueto Bernardi
Mansueto Bernardi (Pagnano di Asolo, 20 de março de 1888 — Veranópolis,  9 de setembro de 1966) foi um escritor, poeta e político ítalo-brasileiro.

## Vida
Veio recém nascido para o Brasil com sua família, que se instalou em Lajeadinho. Alfabetizado aos doze anos, formou-se professor primário em Montenegro, porém continuou sua formação de maneira autodidata. Naturalizou-se brasileiro e lecionou de 1905 a 1907 em Lagoa Vermelha, logo depois, até 1909 em Veranópolis.
Em 1909, passou em primeiro lugar no concurso do Tesouro do Estado, sendo promovido sucessivamente. Chefiou, a partir de 1914, a inspeção de coletorias e da revisão do Imposto na fronteira e centro oeste do Estado, trabalho que projetou sua carreira administrativa. Casou-se, em 1915, com Idalina Mariante da Costa com quem viveu toda a vida.
Foi também redator da revista lítero-social Kodak e do jornal Correio do Povo na década de 1910, no qual colaborou até o fim de sua vida.
Em 1917, foi nomeado oficial de gabinete do presidente da província e, em 1919, secretário da Presidência do Estado. Em 1918 publicou, pela Livraria do Globo, o poema Terra Convalescente. Em 1919 foi nomeado oficial da Secretaria da Fazenda do Rio Grande do Sul, assumindo depois outros  cargos públicos.
De 1918 a 1930 foi fundador e diretor da Revista do Globo, administrador da Livraria do Globo e um dos fundadores do Almanaque do Globo, juntamente com João Pinto da Silva, crítico, ensaísta e historiador literário. Considerado braço direito de Henrique Bertaso, dono da Livraria do Globo, foi responsável pela divulgação de importantes escritores gaúchos como: Érico Veríssimo, Mário Quintana, Pedro Vergara, Manoelito de Ornellas, Vargas Neto, Augusto Meyer, Rui Cirne Lima, Teodomiro Tostes, Athos Damasceno Ferreira, Darcy Azambuja, Roque Callage, Rubens de Barcelos, Alcides Maia, Moisés Vellinho e Zeferino Brasil. Também selecionava obras de literatura estrangeira para serem traduzidos e publicados no Brasil.
Foi responsável pela contratação de Érico Veríssimo, na época praticamente desconhecido e desempregado, para trabalhar na Livraria do Globo.
Foi nomeado prefeito de São Leopoldo por Borges de Medeiros. Seu mandato foi bem realizado e logo depois foi eleito pelo voto direto. Durante sua gestão construiu a primeira estrada pavimentada do estado, a São Leopoldo – Porto Alegre, conhecida atualmente como Estrada Velha, também realizou obras de saneamento e fornecimento de água potável à população.
Realizou, em 1926, a primeira reunião dos Contos gauchescos e lendas  do sul, de Simões Lopes Neto, já falecido.
Participou no movimento que veio a culminar na Revolução de 1930, que levou Getúlio Vargas, de quem era amigo pessoal, à presidência. Participou do governo Vargas, inicialmente como diretor do Serviço Oficial de Informações e Controle de Notícias, foi depois nomeado, em 1931, diretor da Casa da Moeda, tendo elaborado o projeto da criação do sistema monetário nacional, que tinha por base o cruzeiro. Também redigiu a lei que regulava a extração da Loteria.
Aderiu, após a revolução, ao movimento integralista, criado por Plínio Salgado, onde foi membro da Câmara dos Quarenta e, em virtude disso, preso por ordem da ditadura  do Estado Novo em 1938. Solto, logo depois foi destituído do cargo de diretor da Casa da Moeda e reintegrado à sua função pública na Secretaria do Interior e da Justiça do Rio Grande do Sul. Aposentou-se logo depois, em 1942, e retornou para Veranópolis.
Afetado por uma doença no olhos, seu final de vida foi dominado pela falta de visão.
A casa que construiu em 1946, a Vila Bernardi, onde residiu nas últimas duas décadas de sua vida, com sua biblioteca de 3500 livros, é hoje ponto turístico da cidade de Veranópolis.

## Obras
- Terra convalescente, poesia,1918
- Os terrenos urbanos de São Leopoldo, ensaio de direito, 1922
- Bandeira nacional e bandeiras estaduais, História, 1923
- A vida e os versos de Alceu Wamosy, 1924
- O livro do bebê, 1924
- O pensamento religioso dos farrapos, 1927
- Três poemas franciscanos, 1928
- Estudos monetários, legislação, 1940
- Como administrei a Casa da Moeda, 1940
- Vida e poesia de Eduardo Guimaraens, 1944
- Poemas imigrantistas, 1956
- O primeiro caudilho rio-grandense, 1957
- O governo temporal das Missões e o padre Antônio Sepp, 1958
- Terra convalescente, poesias completas, 1965